# 亨利·穆耶法里纳
亨利·穆耶法里纳（法語：Henri Mouillefarine，1910年8月1日—1994年7月21日），法国男子自行车运动员。他曾代表法国参加1932年夏季奥林匹克运动会自行车比赛，获得男子团体追逐赛银牌。